# Hannah Cowley (actriz)
Hannah Cowley (Islington, 5 de noviembre de 1981) es una actriz y cineasta británica.

## Carrera
Cowley inició su carrera en el teatro musical, realizando varias presentaciones en Londres. Debutó en la televisión británica en la serie Neighbours en el papel de Angie Gleason. Destacan de sus apariciones en cine películas como Get Him to the Greek, Two Jacks, Mega Shark Versus Crocosaurus, The Atticus Institute e In the Blood. Flame of the West, el debut como directora de Cowley, tuvo su estreno en Cannes en 2008 y posteriormente fue seleccionado para el Festival Internacional de Cine Femenino de St. John. Su segunda película, Mere Image (2010), fue seleccionada para el Festival de Cine del Valle de San Francisco en 2010.

## Filmografía

### Cine y televisión
- 2015 - Bereave
- 2015 - El Instituto Atticus
- 2014 - Maidens of the Sea
- 2014 - The Wedding Dress
- 2014 - Shock Value
- 2014 - In the Blood
- 2014 - Haunting of the Innocent
- 2013 - Smokin' (corto)
- 2012 - Easy to Assemble
- 2012 - Two Jacks
- 2012 - Ghost Soldiers
- 2011 - A Child's Echo (corto)
- 2011 - A Metamorphosis Engineered (corto)
- 2011 - A Needle's Point (corto)
- 2011 - A Nervous Tick (corto)
- 2011 - A Seducer's Shadow (corto)
- 2011 - A White Dog Spies (corto)
- 2011 - Beneath the Wheel (corto)
- 2011 - X-Play
- 2011 - Let's Be Honest (corto)
- 2011 - Studio Tour: Universal Studios Hollywood (corto)
- 2010 - The Obstacle (corto)
- 2010 - Mega Shark Versus Crocosaurus
- 2010 - Mere Image (corto)
- 2010 - Get Him to the Greek
- 2009 - Easier Ways to Make a Living (corto)
- 2009 - World Full of Nothing
- 2009 - Play the Game
- 2008 - An American Carol
- 2008 - Perfectly Flawed (corto)
- 2008 - Flame of the West (corto)
- 2008 - The Kiss
- 2005 - Merrick & Rosso: The B-Team
- 2000 - Neigbours